# قائمة خدمات جوجل للجوال
تعتبر شركة جوجل إحدى أكبر الشركات الرائدة في مجال الخدمات حيث تقدم مجموعة من الخدمات بشكل عام على نسخة الجوال، ونظام التشغيل الخاص بها أندرويد.

## قائمة عامة
| شعار التطبيق | اسم التطبيق          | خصائص التطبيق |
| ------------ | -------------------- | --- |
|              | جوجل بلاي            | هو متجر افتراضي على شبكة الإنترنت لبعض المنتجات الإلكترونية (الكتب، الأفلام، وتطبيقات وألعاب..) الخاصة بنظام أندرويد. |
|              | صوت جوجل             | هو تطبيق خاص بالإتصالات أُطلِق في 11 مارس 2009 بعد استحواذ شركة جوجل على خدمة غراند سنترال، يتميز التطبييق بمجموعة من الخدمالت منها السماح بمكالمات مجانية غير محدودة ورسائل قصيرة (sms) داخل الولايات المتحدة وكندا.                                                                    |
|              | جيميل                | هو تطبيق جوجل المجاني للبريد الإلكتروني على الجوال. |
|              | أخبار جوجل           | هي خدمة تتيح خاصية البحث في الأخبار، وإمكانية عرض هذه الأخبار حسب تاريخ نشرها (وليس حسب تاريخ حدوث الحدث). |
|              | ترجمة جوجل           | هي خدمة مقدمة من جوجل لترجمة جزء من نص أو صفحة وب إلى لغة أخرى، |
|              | جوجل هانج آوتس       | عبارة عن خدمة للتواصل عبر الإنترنت، تضم المحادثة الفورية والتواصل عبر الفيديو. تم تطوير هذه الخدمة من قبل شركة جوجل (أو غوغل) وتم اطلاقها في 15 مايو عام 2013، وتوجد هذه الخدمة ضمن حزمة خدمات جوجل+.                                                                                  |
|              | جهات الإتصال في جوجل | هي أداة لإدارة جهات الاتصال من جوجل مدمجة مع برنامج البريد على الويب لدى الشركة جي ميل. |
|              | جوجل+                | هي شبكة اجتماعية تم انشائها بواسطة شركة جوجل وتم إطلاقها رسمياً يوم 28 يونيو، 2011. |
|              | جوجل درايف           | هي خدمة تخزين سحابي ومزامنة ملفات مقدمة من قبل شركة جوجل. أعلن عن هذه الخدمة في 24 نيسان 2012 وتعتبر امتداداً لخدمة جوجل دوكس التي تسمح للمستخدمين بإنشاء وتعديل وتخزين الملفات المكتبية على خوادم جوجل التي تضمن أمن الملفات فيها وعدم الوصول إليها إلا من قبل مالك الملف أو من يخوله. |
|              | جوجل صور             | |
|              | خرائط جوجل           | هي خدمة مجانية مقدمة من جوجل تعرض خرائط مفصلة للعالم بإستخدام الأقمار الصناعية. |
|              | جوجل إيرث            | هو برنامج خرائطي وجغرافي معلوماتي ، يرسم البرنامج خريطة للأرض عن طريق تركيب الصور التي تم الحصول عليها من صور الأقمار الصناعية، والتصوير الجوي ونظم المعلومات الجغرافية الثلاثية الأبعاد الخاصة بالكرة الأرضية.                                                                        |